# Resolució 1805 del Consell de Seguretat de les Nacions Unides
La Resolució 1805 del Consell de Seguretat de les Nacions Unides, fou adoptada per unanimitat el 20 de març de 2008. Com a conseqüència del debat obert sobre les amenaces a la pau i la seguretat internacionals, centrat en la Direcció Executiva del Comitè contra el Terrorisme (CTED), el Consell de Seguretat va ampliar el mandat de la Direcció fins al 31 de desembre de 2010, acordant dur a terme una ressenya provisional fins al 30 de juny de 2009 i una visió exhaustiva del seu treball abans de la caducitat del mandat.

## Detalls
La resolució va subratllar que l'objectiu general del CTED era assegurar la plena aplicació de la resolució 1373 (2001), i va instar a CTED a reforçar el seu paper a facilitar l'assistència tècnica per a la implementació de la resolució amb l'objectiu d'augmentar les capacitats dels Estats membres en la lluita contra el terrorisme. El Consell també va instar a la Direcció a intensificar la cooperació amb organitzacions internacionals, regionals i subregionals.
El Consell va donar la benvinguda a la reunió informativa del 19 de març del director executiu de CTED i esperava amb interès l'"Enquesta global d'implementació de la resolució 1373 (2001)". Va dirigir al Comitè contra el Terrorisme que presentés un informe anual sobre l'aplicació d'aquesta resolució i va demanar al Comitè que informés oralment al Consell, a través del seu president, almenys cada 180 dies sobre el seu treball global i el de CTED.